# Walter O. Evans Collection of African American Art

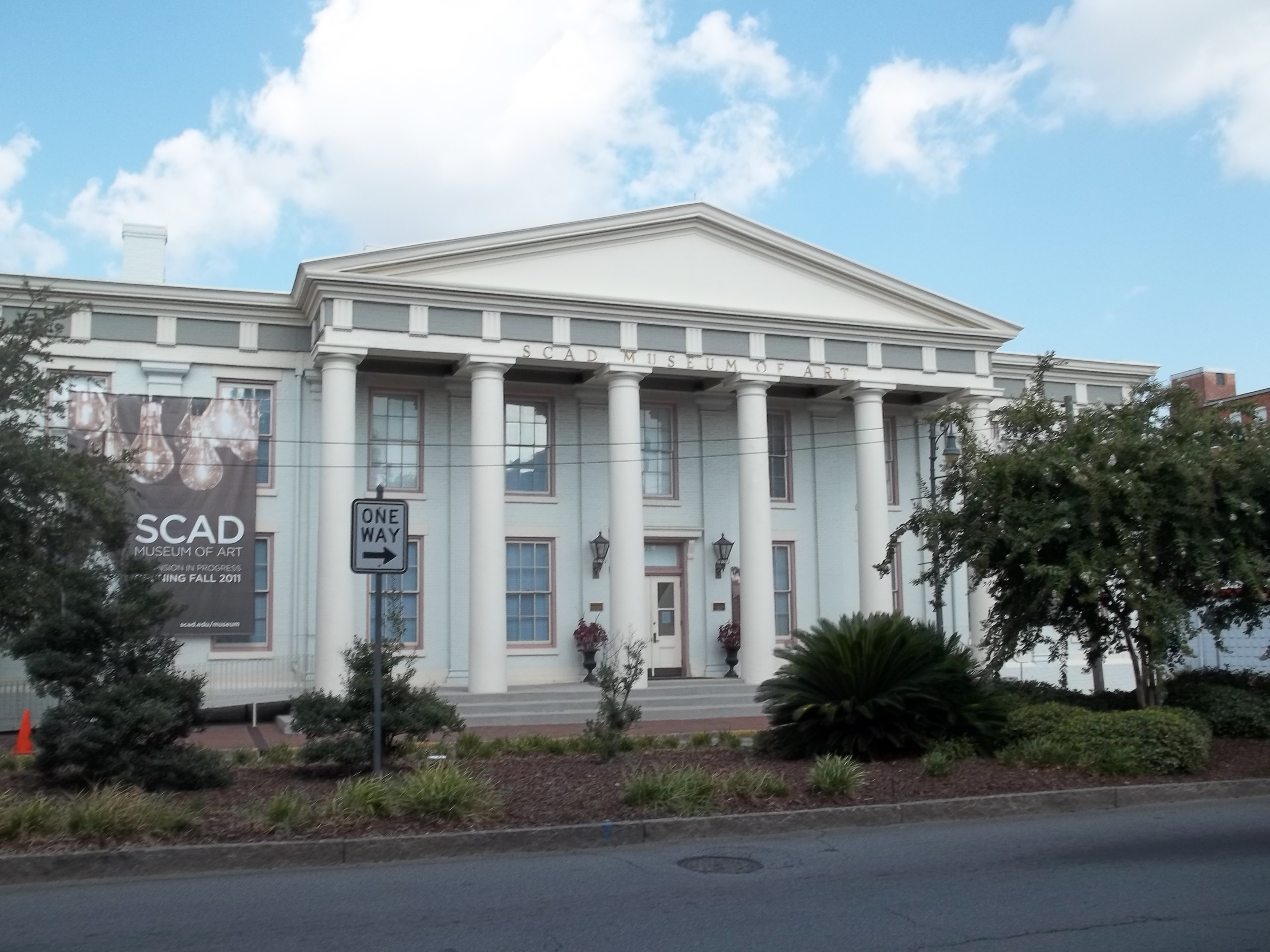
Het SCAD Museum of Art

De Walter O. Evans Collection of African American Art is een verzameling Afro-Amerikaanse beeldende kunst die zich bevindt zich in het SCAD Museum of Art in Savannah in de Amerikaanse staat Georgia.
Het is een van de grootste verzamelingen Afro-Amerikaanse kunst van de Verenigde Staten en bestrijkt de periode van de 18e eeuw tot heden. Het SCAD Museum of Art is een onderwijsmuseum dat zowel studenten van het Savannah College of Art and Design als leden van de gemeenschap en andere bezoekers bedient. Een centraal punt is het Walter O. Evans Center for African American Studies, een multidisciplinair centrum voor studie, begrip en waardering van Afro-Amerikaanse cultuur, kunst en literatuur. Het wordt aangevuld met de nieuwe André Leon Talley Gallery, vernoemd naar de voormalige creatief directeur bij Vogue US en oud-lid van de SCAD Board of Trustees.  
Op 29 oktober 2011 opende het SCAD-museum zijn deuren voor een nieuw tijdperk, met de onthulling van het meest uitgebreide renovatieproject dat de universiteit sinds haar oprichting heeft ondernomen. Het gerevitaliseerde museum heeft nieuwe galerijen en klaslokalen, een theater met 250 plaatsen, een terras en een projectiescherm buiten, een conservatiestudio, een museumcafé en een 12 meter lange oriëntatietafel. Een stalen en glazen lantaarn van 6 meter hoog verwelkomt bezoekers en herdefinieert op elegante wijze de skyline van Savannah.     